# Nikita Filippow
Nikita Wiktorowitsch Filippow (kasachisch Никита Викторович Филиппов, engl. Transkription Nikita Filippov; * 10. Juli 1991 in Alma-Ata, Kasachische SSR, UdSSR) ist ein kasachischer Stabhochspringer.

## Sportliche Laufbahn
Erste internationale Erfahrungen sammelte Nikita Filippow bei den Juniorenasienmeisterschaften 2008 in Jakarta, bei denen er mit 4,80 m die Bronzemedaille gewann. Zwei Jahre später gewann er bei den Hallenasienmeisterschaften in Teheran mit 5,10 m die Silbermedaille hinter dem Iraner Mohsen Rabbani. Zudem gewann er bei den Juniorenasienmeisterschaften in Hanoi Gold und wurde bei den Juniorenweltmeisterschaften in Moncton mit 4,85 m Elfter. 2011 wurde er mit 5,40 m Vierter bei den Asienmeisterschaften in Kōbe. 2012 nahm er erstmals an den Olympischen Spielen in London teil und schied dort mit 5,35 m in der Qualifikation aus. Bei der Sommer-Universiade im Jahr darauf in Kasan gewann er mit 5,50 m Bronze und qualifizierte sich darüber hinaus für die Weltmeisterschaften in Moskau, bei denen er mit 5,40 m in der Qualifikation ausschied. Bei den Asienspielen 2014 im südkoreanischen Incheon wurde er mit übersprungenen 5,25 m Fünfter.
Bei den Asienmeisterschaften 2015 in Wuhan wurde er mit 5,40 m Achter und siegte anschließend bei den Studentenweltspielen in Gwangju mit 5,50 m. Damit qualifizierte er sich erneut für die Weltmeisterschaften in Peking, bei denen er mit 5,40 m in der Qualifikation ausschied. Zwei Jahre später wurde er bei der Sommer-Universiade in Taipeh mit 5,30 m Fünfter. Im Jahr darauf siegte er bei den Hallenasienmeisterschaften in Teheran mit 5,20 m. Ende August nahm er erneut an den Asienspielen in Jakarta teil und wurde mit übersprungenen 5,30 m Achter.
Von 2010 bis 2012 sowie 2015 und 2018 wurde er Filippow Kasachischer Meister im Stabhochsprung in der Halle sowie 2012 und 2014 beziehungsweise 2015 und 2017 im Freien.

## Persönliche Bestleistungen
- Stabhochsprung: 5,65 m, 18. Juli 2015 in Almaty
  - Halle: 5,50 m, 5. Februar 2011 in Qaraghandy